# Mariusz Strzałka
Mariusz Strzałka, né le 27 mars 1959 à Wrocław, est un escrimeur polonais, puis allemand, pratiquant l'épée.

## Palmarès

### Jeux olympiques d'été
- 1980 à Moscou
  -  Médaille d'argent en épée par équipes

### Championnats du monde
- Médaille d'or en épée par équipe en 1995, à La Haye
- Médaille d'argent en épée par équipe en 1994, à Athènes
- Médaille de bronze en épée par équipe en 1993, à Essen
- Médaille de bronze en épée par équipe en 1991, à Budapest

### Championnats d'Europe
- Médaille d'argent en individuel en 1993 à Linz

### Championnats de Pologne
- en 1988:
  -  Champion de Pologne

### Challenge Monal
- Mariusz Strzałka remporte l'épreuve en 1994